# Wilhelm von Rheine
Wilhelm von Rheine (* im 14. Jahrhundert; † 27. Dezember 1425) war Domherr in Münster.

## Leben
Wilhelm von Rheine findet als Student in Bologna im Jahre 1380 urkundliche Erwähnung. Er besiegelte das Kapitelstatut vom 21. September 1313 über die Präbendenvergabe nachträglich und wird am 22. Juni 1390 als Domherr zu Münster beurkundet. 1395 hatte er das Amt des Dombursars inne. In dieser Funktion oblag ihm die Verantwortung für die finanziellen Angelegenheiten des Domkapitels.
Wilhelm war Mitglied des Domkalands, einer Einrichtung zur Unterstützung Bedürftiger.
Er führte diese Ämter bis 1415. Über seinen weiteren Lebensweg gibt die Quellenlage keinen Aufschluss.